# Kapelle hl. Josef (Hohenems)

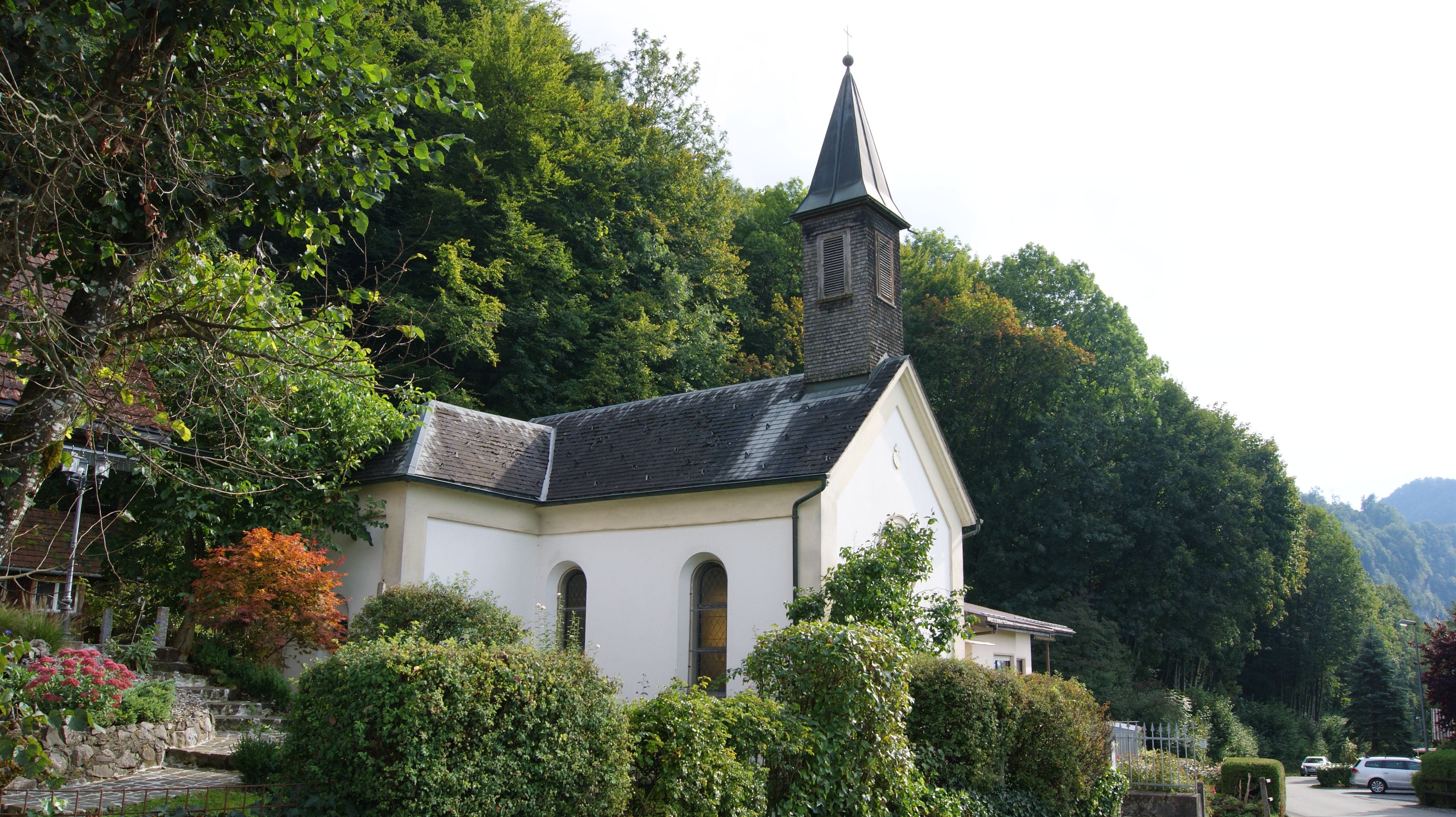
Kapelle hl. Josef in Hohenems – Unterklien.

Die römisch-katholische Kapelle hl. Josef steht im Ortsteil Unterklien der Gemeinde Hohenems im Bezirk Dornbirn in Vorarlberg. Sie ist denkmalgeschützt (Listeneintrag) und dem heiligen Josef geweiht. Sie wird seelsorgerisch von der Pfarrkirche Hohenems-St. Karl Borromäus in Hohenems betreut. Die Kapelle gehört damit zum Dekanat Dornbirn in der Diözese Feldkirch.

## Geschichte
Die Belegschaft des Steinbruchs Unterklien wies Ende des 19. Jahrhunderts aufgrund der Tätigkeiten der Internationalen Rheinregulierung mehr Personen auf als die Wohnbevölkerung des gesamten Ortsteils Unterklien in Hohenems. Der damalige Steinbruchaufseher und Maurermeister Josef Stadelwieser beschloss 1898, für die Arbeiter eine Kapelle zu errichten, und die Kapelle wurde 1898/1899 von ihm gestiftet und gebaut.
Es wird noch heute vom aktuellen Betreiberunternehmen des Steinbruchs, der Fa. Rhomberg, jährlich am 4. Dezember eine Messe zu Ehren der heiligen Barbara, der Schutzpatronin der Bergleute, gehalten.

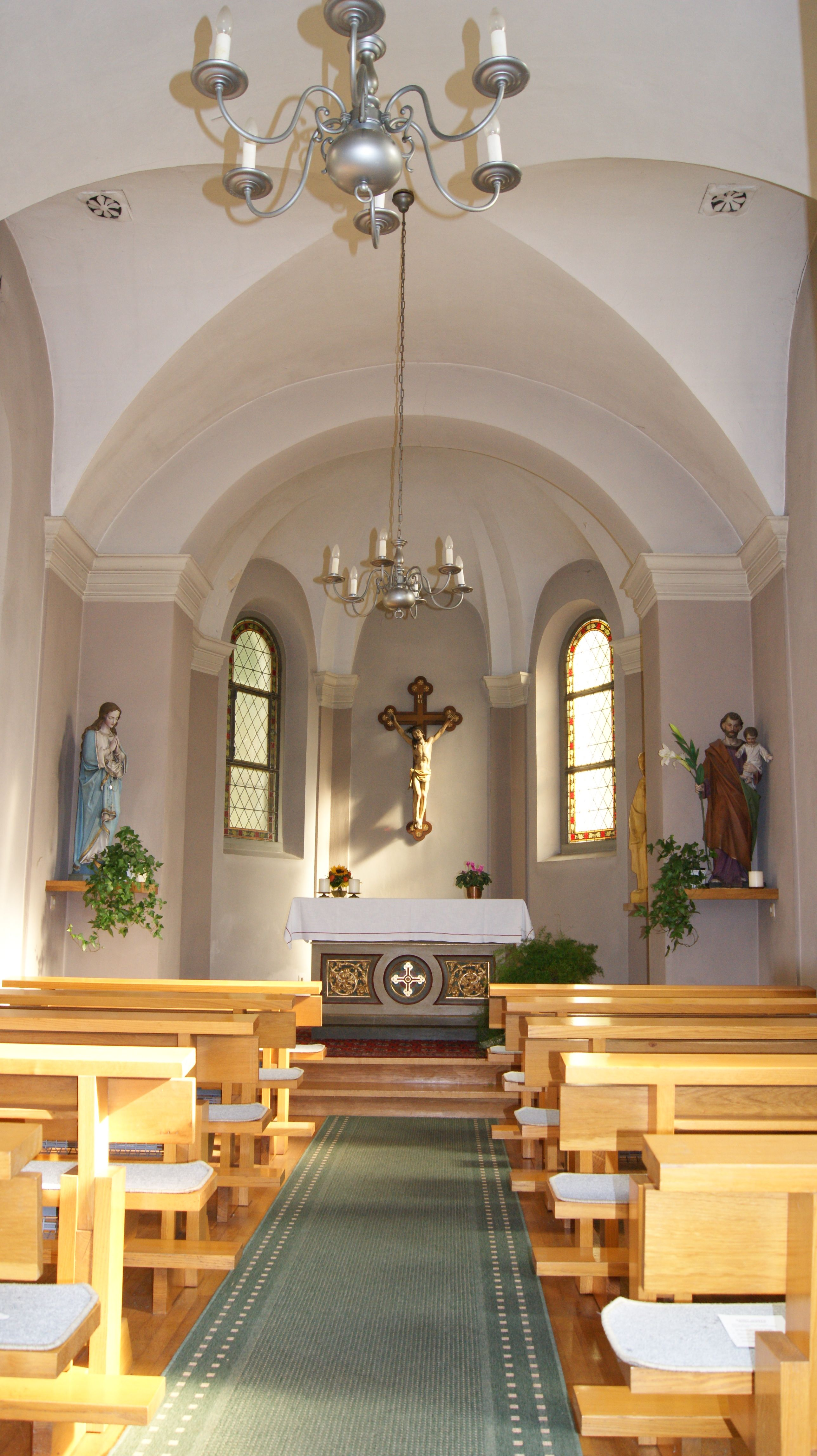
Innenraum der Kapelle.

## Kirchenbau

### Lage
Der Kirchenbau (430 m ü. A.) steht im Ortsteil Unterklien in Hohenems in der Parzelle „Krüzbüchl“ (Kreuzbüchel). Die Kapelle steht am südwestlichen Rand von Unterklien. Das Bauwerk ist vom Ortszentrum von Hohenems etwa 3 km Luftlinie entfernt, vom nahe gelegenen Steinbruch etwa 500 m.

### Bauwerk
Die Kirche ist ein nach allen Seiten freistehender einfacher Steinbau mit etwa 7 m Giebelhöhe (Gesamthöhe mit Glockendachreiter etwa 12 m). Die Kapelle nimmt eine Fläche von 70 m2 ein, und das Langhaus ist etwa 6 m lang und 5 m breit. Es handelt sich um einen Bau mit annähernd rechteckiger Grundform und eingezogenem 3/8 Chor in Nordwest/Südost-Ausrichtung. Südöstlich (Altar) sind die Außenwände abgeschrägt.
Die handwerklich gut ausgeführten, stabilen Türen und der viereckige Glockendachreiter auf dem Satteldach befinden sich nordwestlich. Das Satteldach ist mit Faserzementplatten gedeckt und der Glockendachreiter mit Kupferblech eingeschlagen. Oberhalb der Eingangstüre befindet sich ein rundes Fenster mit Sandsteineinfassung und einer bunten Glasrosette. Das Langhaus weist je zwei Rundbogenfenster auf.
Der Bau selbst ist außen weitgehend weiß verputzt, innen weiß und in Erdtönen.
Der Betraum und Altarraum sind voneinander durch einen Chorbogen abgegrenzt. Der zweijochige Betraum weist ein Stichkappengewölbe auf. In der Fassade befinden sich Glasfenster, die am Rand farbige Elemente enthalten. Im Betraum finden etwa 30 Gläubige Platz.
Linksseitig (nach Nordosten) ist eine Sakristei angebaut.

## Ausstattung
Die Einrichtung ist schlicht gehalten mit einem Kruzifix und zwei Statuen, die Immaculata und der hl. Josef beim Chorbogen. Alle drei Gegenstände stammen aus der Erbauungszeit. Im Altarraum befindet sich rechts eine moderne Statue der hl. Barbara.
Die Kirchenbänke sind aus lackiertem Tannenholz und schlicht gehalten. Die Kapelle hat keinen Hochaltar. Vor dem Kruzifix steht ein Volksaltar mit geschnitzter und bemalter Stirnseite.

### Chor
Der Chor ist etwas schmäler als das Langhaus ausgeführt und baulich tiefer gezogen und ist durch einen relativ breiten Chorbogen architektonisch deutlich vom Langhaus abgegrenzt.

## Pilgerweg

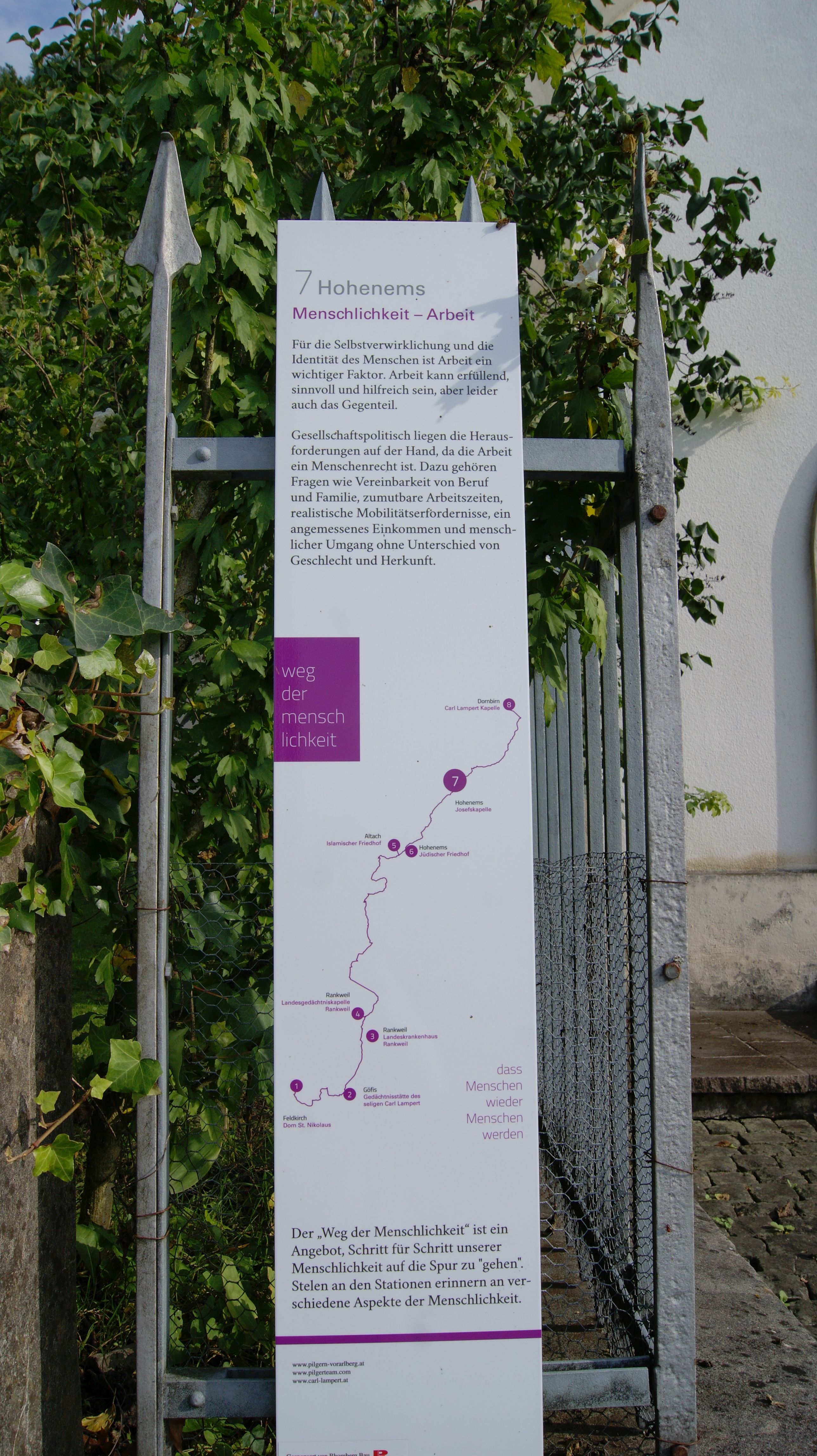
Hinweisschild zum Weg der Menschlichkeit bei der Kapelle Unterklien.

Von Feldkirch herunter über Hohenems – Oberklien – Unterklien – Wallenmahd – Haslach – Mühlebach führt ein 35 km langer Pilgerweg (Weg der Menschlichkeit) nach Dornbirn zur Stadtpfarrkirche St. Martin.